# Carl Horst Hahn

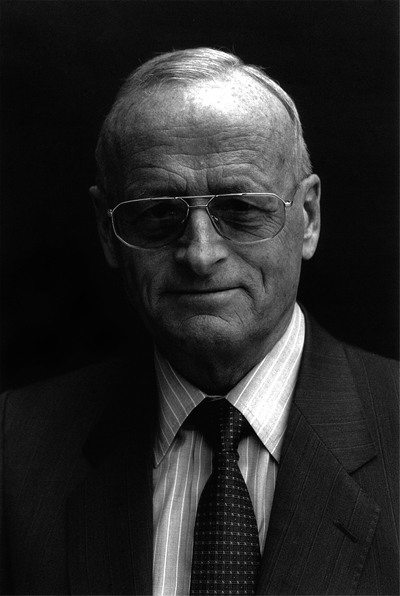
Carl Horst Hahn, vor 2009

Carl Horst Hahn, auch Carl H. Hahn (* 1. Juli 1926 in Chemnitz; † 14. Januar 2023 in Wolfsburg), war ein deutscher Manager der Automobilindustrie, der unter anderem zwischen 1982 und 1993 Vorstandsvorsitzender von Volkswagen war.

## Leben

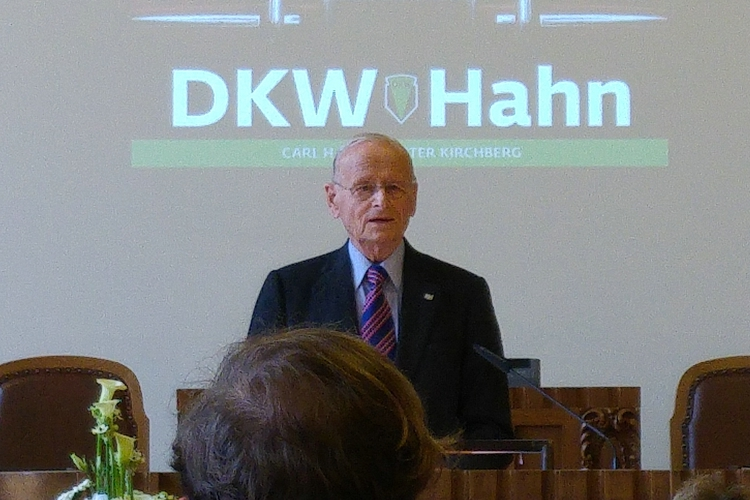
Carl Horst Hahn im Ratssaal des Neuen Rathauses Chemnitz (2016)

Carl Horst Hahn war der Sohn von Carl Hahn, der in den 1920/30er erfolgreich als Verkaufsdirektor bei den Zschopauer Motorenwerken mit der Marke DKW (1932 in der Auto Union AG aufgegangen) tätig war. Seine frühe Kindheit verlebte er in Zschopau, wo der Unternehmensgründer Jørgen Skafte Rasmussen in unmittelbarer Nähe zum DKW-Stammwerk ein Haus für seinen Vater hatte bauen lassen. In Chemnitz absolvierte er das Realgymnasium. Mit 15 Jahren wurde er als Luftwaffenhelfer eingezogen und an einem Flak-Geschütz im Stadtteil Furth eingesetzt. Als 17-Jähriger konnte er sich dem Eintritt in die Waffen-SS verweigern. Anfang des Jahres 1944 wurde er zum Wehrdienst in Leipzig eingezogen und gelangte wenig später zum „Panzerersatz- und Ausbildungsregiment 18 (Oberst von der Decken)“ nach Kamenz und wurde zum Panzerfahrlehrer ausgebildet. Bei Kriegsende konnte er sich, mit von seinem Vater organisierten Papieren der Auto Union AG, die ihn als „Fremdarbeiter zurück auf dem Wege nach Wien“ auswiesen, über Auerbach/Vogtl. nach Sandizell in Bayern absetzen. Das Wasserschloss Sandizell, mit dessen Eigentümern die Hahns bekanntschaftlich verbunden waren, war vereinbarter Treffpunkt der Familie.
Er studierte Betriebswirtschaft an den Universitäten Köln und Zürich sowie Volkswirtschaft an der University of Bristol und der Sorbonne in Paris. Er wurde im Fach Volkswirtschaft an der Universität Bern zum Dr. rer. pol. promoviert.
Im Jahr 1953 wurde Carl Hahn Assistent von Heinrich Nordhoff, dem Generaldirektor (Geschäftsführer) der Volkswagenwerk GmbH. Alsbald stieg Hahn in der Exportabteilung zum Leiter der Verkaufsförderung auf. Im Jahr 1958 wurde Hahn Leiter von Volkswagen of America und es gelang ihm, in den USA für den VW Käfer und den Transporter mit bemerkenswerten und originellen Werbekampagnen einen soliden Markt aufzubauen. Dort heiratete er die in San Francisco geborene Marisa Lea Traina (1926–2013), Schwester des Ex-Ehemannes der Romanautorin Danielle Steel. Die vier Kinder des Ehepaares wurden in den USA geboren. Hahn blieb bis 1965 in den Vereinigten Staaten.
1973 wechselte er als Leiter zur Continental AG in Hannover und kehrte 1982 als Vorstandsvorsitzender zu VW (Volkswagenwerk AG, ab 1985 Volkswagen AG) zurück. In seine Amtszeit fielen die Übernahmen der spanischen Seat- und der tschechischen Škoda-Werke sowie die Expansion in die Volksrepublik China. VW konnte sich auch, wenngleich mit stark fallenden Umsätzen, in einer Zeit auf dem nordamerikanischen Markt halten, in dem sich andere europäische Massenhersteller wie Fiat und Renault vor allem aufgrund ostasiatischer Konkurrenz zurückziehen mussten. Weiterhin setzte er sich seit Beginn der 1980er Jahre für die Automobilproduktion in seiner Heimatregion Chemnitz (damals Karl-Marx-Stadt) ein; dieses Engagement mündete 1990 in der Gründung der Volkswagen Sachsen GmbH. Hahn hatte mehrere Posten als Aufsichtsrat, unter anderem war er stellvertretender Aufsichtsratsvorsitzender der Aktiengesellschaft für Industrie und Verkehrswesen in Frankfurt am Main und der Gerling-Konzern Vertriebs AG in Köln, Aufsichtsrat beim Gerling-Konzern Allgemeine Versicherungs-AG in Köln, bei der Wilhelm Karmann GmbH in Osnabrück, der Deutschen Messe- und Ausstellungs-AG in Hannover, der Deutschen BP AG und der Ersten Allgemeinen Versicherung in Wien.
Er war zudem Mitglied des Außenwirtschaftsbeirats beim Bundesministerium für Wirtschaft in Bonn, des Internationalen Beirats des Salk-Instituts in La Jolla (Kalifornien), sowie Mitglied des Stifterverbands der Deutschen Wissenschaft, des Beraterkreises der Deutschen Bank AG, des Präsidiums von VDA und BDI sowie des Verwaltungsrats der Deutschen Automobilgesellschaft mbH in Hannover.
Anfang der 1990er Jahre hatte sich zwar der Umsatz von VW mehr als verdoppelt, aber aufgrund zu hoher Produktions- und Entwicklungskosten erschienen wichtige wirtschaftliche Kennzahlen des VW-Konzerns unbefriedigend. Daraufhin übernahm Ferdinand Piëch 1993 den Vorstandsvorsitz von Hahn, der in den Aufsichtsrat des Konzerns wechselte. Carl Horst Hahn wohnte in Wolfsburg und war später als Seniorberater für die deutsche Investmentgesellschaft General Capital Group tätig. Ab 2002 war er Honorarprofessor an der Westsächsischen Hochschule Zwickau und Honorarprofessor an der Staatlichen kirgisischen Universität für Bauwesen, Verkehrswesen und Architektur.
Hahn starb am 14. Januar 2023 im Alter von 96 Jahren in seinem Zuhause in Wolfsburg.

## Ehrungen
Carl Hahn war ab 1990 Ehrenbürger der Stadt Wolfsburg, ab 1994 Ehrenbürger seiner Heimatstadt Chemnitz, ab 1998 auch Ehrenbürger von Zwickau. 1989 erhielt er das Große Goldene Ehrenzeichen mit dem Stern für Verdienste um die Republik Österreich.
Die Audi AG, für die er bereits früher als Aufsichtsratsvorsitzender in Neckarsulm, ebenso wie für die Gerling-Konzern Speziale Kreditversicherungs-AG in Köln, tätig war, ernannte ihn am 1. Januar 1993 zum Ehrenvorsitzenden des Aufsichtsrats. Ab 1987 war Hahn Ehrensenator der TU Braunschweig und seit dem 17. August 2009 ist er der Namensgeber der Saxony International School – Carl Hahn gGmbH in Glauchau. Der sächsische Ministerpräsident Kurt Biedenkopf verlieh Hahn am 2. November 2000 den Sächsischen Verdienstorden. Ausschlaggebend war, dass Hahn die Entscheidung für die Errichtung des Volkswagenwerks Mosel bei Zwickau gefällt hat. Mit dem Werk sind (direkt wie indirekt) mindestens 20.000 Arbeitsplätze in Sachsen verbunden.
In Chemnitz trägt seit dem 2. April 2008 das Gebäude, in dem Carl Hahn einen Großteil seiner Kindheit und Jugend verbrachte, ihm zu Ehren den Namen Villa Hahn. Am 24. Juni 2014 wurde er für sein Lebenswerk mit einer Büste geehrt. Ebenfalls 2014 wurde die Berufsbildende Schule I der Stadt Wolfsburg offiziell in Carl-Hahn-Schule umbenannt. Hahn war Inhaber der Niedersächsischen Landesmedaille und Träger des Großen Verdienstkreuzes des Niedersächsischen Verdienstordens.

## Autobiographie
- Meine Jahre mit Volkswagen. Herbig, München 2015, ISBN 978-3-7766-5042-6.